# Les Mollettes
Les Mollettes és un municipi francès situat al departament de la Savoia i a la regió d'Alvèrnia-Roine-Alps. L'any 2007 tenia 646 habitants.

## Demografia

### Població
El 2007 la població de fet de Les Mollettes era de 646 persones. Hi havia 215 famílies de les quals 36 eren unipersonals (24 homes vivint sols i 12 dones vivint soles), 45 parelles sense fills, 110 parelles amb fills i 24 famílies monoparentals amb fills.
La població ha evolucionat segons el següent gràfic:
Habitants censats

### Habitatges
El 2007 hi havia 245 habitatges, 221 eren l'habitatge principal de la família, 11 eren segones residències i 12 estaven desocupats. 231 eren cases i 13 eren apartaments. Dels 221 habitatges principals, 167 estaven ocupats pels seus propietaris, 48 estaven llogats i ocupats pels llogaters i 6 estaven cedits a títol gratuït; 5 tenien dues cambres, 28 en tenien tres, 74 en tenien quatre i 114 en tenien cinc o més. 185 habitatges disposaven pel capbaix d'una plaça de pàrquing. A 86 habitatges hi havia un automòbil i a 122 n'hi havia dos o més.

### Piràmide de població
La piràmide de població per edats i sexe el 2009 era:
| Homes | Edats   | Dones |
| ----- | ------- | ----- |
| 0     | 95 o +  | 0     |
| 0     | 90 a 94 | 0     |
| 4     | 85 a 89 | 4     |
| 0     | 80 a 84 | 0     |
| 0     | 75 a 79 | 0     |
| 8     | 70 a 74 | 8     |
| 16    | 65 a 69 | 16    |
| 4     | 60 a 64 | 8     |
| 4     | 55 a 59 | 4     |
| 12    | 50 a 54 | 24    |
| 16    | 45 a 49 | 20    |
| 36    | 40 a 44 | 16    |
| 20    | 35 a 39 | 28    |
| 20    | 30 a 34 | 28    |
| 16    | 25 a 29 | 24    |
| 12    | 20 a 24 | 4     |
| 36    | 15 a 19 | 24    |
| 44    | 10 a 14 | 16    |
| 20    | 5 a 9   | 36    |
| 20    | 0 a 4   | 20    |

## Economia
El 2007 la població en edat de treballar era de 428 persones, 315 eren actives i 113 eren inactives. De les 315 persones actives 290 estaven ocupades (153 homes i 137 dones) i 25 estaven aturades (9 homes i 16 dones). De les 113 persones inactives 30 estaven jubilades, 53 estaven estudiant i 30 estaven classificades com a «altres inactius».

### Ingressos
El 2009 a Les Mollettes hi havia 231 unitats fiscals que integraven 661,5 persones, la mediana anual d'ingressos fiscals per persona era de 18.634 €.

### Activitats econòmiques
Dels 15 establiments que hi havia el 2007, 9 eren d'empreses de construcció, 2 d'empreses de comerç i reparació d'automòbils, 1 d'una empresa de transport, 1 d'una empresa d'hostatgeria i restauració i 2 d'empreses de serveis.
Dels 9 establiments de servei als particulars que hi havia el 2009, 1 era una oficina de correu, 1 paleta, 1 guixaire pintor, 2 fusteries, 2 lampisteries, 1 electricista i 1 restaurant.
L'únic establiment comercial que hi havia el 2009 era una adrogueria.
L'any 2000 a Les Mollettes hi havia 13 explotacions agrícoles que ocupaven un total de 132 hectàrees.

## Equipaments sanitaris i escolars
El 2009 hi havia una escola maternal integrada dins d'un grup escolar amb les comunes properes formant una escola dispersa.

## Poblacions més properes
El següent diagrama mostra les poblacions més properes.